# Michał Kaseja
Michał Kaseja-Kaniecki (ur. 6 września 1897, zm. 4 września 1989) – podpułkownik Wojska Polskiego.

## Życiorys
Urodził się 6 września 1897 jako syn Stanisława i Józefy z domu Kubiak. 
Po zakończeniu I wojny światowej został przyjęty do Wojska Polskiego. W stopniu podporucznika został przeniesiony z 72 pułku piechoty do Centralnej Szkoły Wojskowej Gimnastyki i Sportów w Poznaniu, w którym ukończył roczny Oficerski Kurs Wychowania Fizycznego 1921/1922. Następnie służył jako instruktor kursów gimnastyczno-strzeleckich Okręgu Korpusu Nr I od 1922 do 1923, po czym pełnił stanowisko referenta sportowego w 72 pułku piechoty i w 57 pułku piechoty w Poznaniu. Został awansowany na stopień porucznika piechoty ze starszeństwem z dniem 1 kwietnia 1921. Formalnie był oficerem 72 pułku piechoty w 1923, a 57 pułku piechoty w 1924. Później został przydzielony do macierzystej CWSzGiS, gdzie od jesieni 1926 pełnił funkcję adiutanta oraz był instruktorem gimnastyki, lekkoatletyki i gier. Został awansowany na stopień kapitana piechoty ze starszeństwem z dniem 1 stycznia 1932. W 1932 był oficerem 38 pułku piechoty w Przemyślu. W latach 30. został awansowany na stopień majora. Według stanu z marca 1939 był adiutantem 38 pułku piechoty.
Po wybuchu II wojny światowej w trakcie kampanii wrześniowej pełnił stanowisko dowódcy 8 pułku piechoty Legionów. W 1945 w stopniu podpułkownika był oficerem oddziału operacyjnego 2 Armii Wojska Polskiego.
Zmarł 4 września 1989.

## Ordery i odznaczenia
- Krzyż Walecznych (przed 1928)
- Srebrny Krzyż Zasługi (19 marca 1931)[16]
- Medal Pamiątkowy za Wojnę 1918–1921
- Medal Dziesięciolecia Odzyskanej Niepodległości

## Publikacje
- Razem ze Świerczewskim (1966)[17]
- Ostatnie uderzenie (1969, seria: Biblioteka Żółtego Tygrysa)